# Нешковиці (Воловський повіт)
Нешковиці (пол. Nieszkowice) — село в Польщі, у гміні Волув Воловського повіту Нижньосілезького воєводства.
Населення — 85 осіб (2011).
У 1975-1998 роках село належало до Вроцлавського воєводства.

## Демографія
Демографічна структура станом на 31 березня 2011 року:
|          | Загалом | Допрацездатний вік | Працездатний вік | Постпрацездатний вік |
| -------- | ------- | ------------------ | ---------------- | -------------------- |
| Чоловіки | 45      | 8                  | 34               | 3                    |
| Жінки    | 40      | 6                  | 21               | 13                   |
| Разом    | 85      | 14                 | 55               | 16                   |